# Didelphis pernigra
Didelphis pernigra là một loài động vật có vú trong họ Didelphidae, bộ Didelphimorphia. Loài này được J. A. Allen mô tả năm 1900.

## Hình ảnh

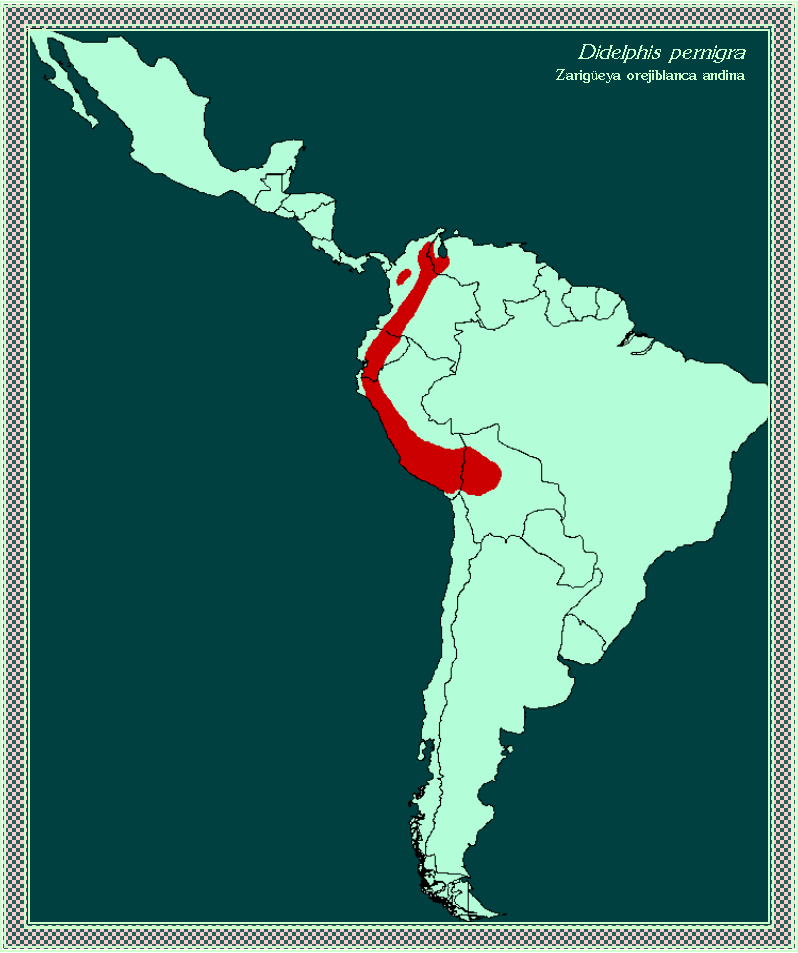
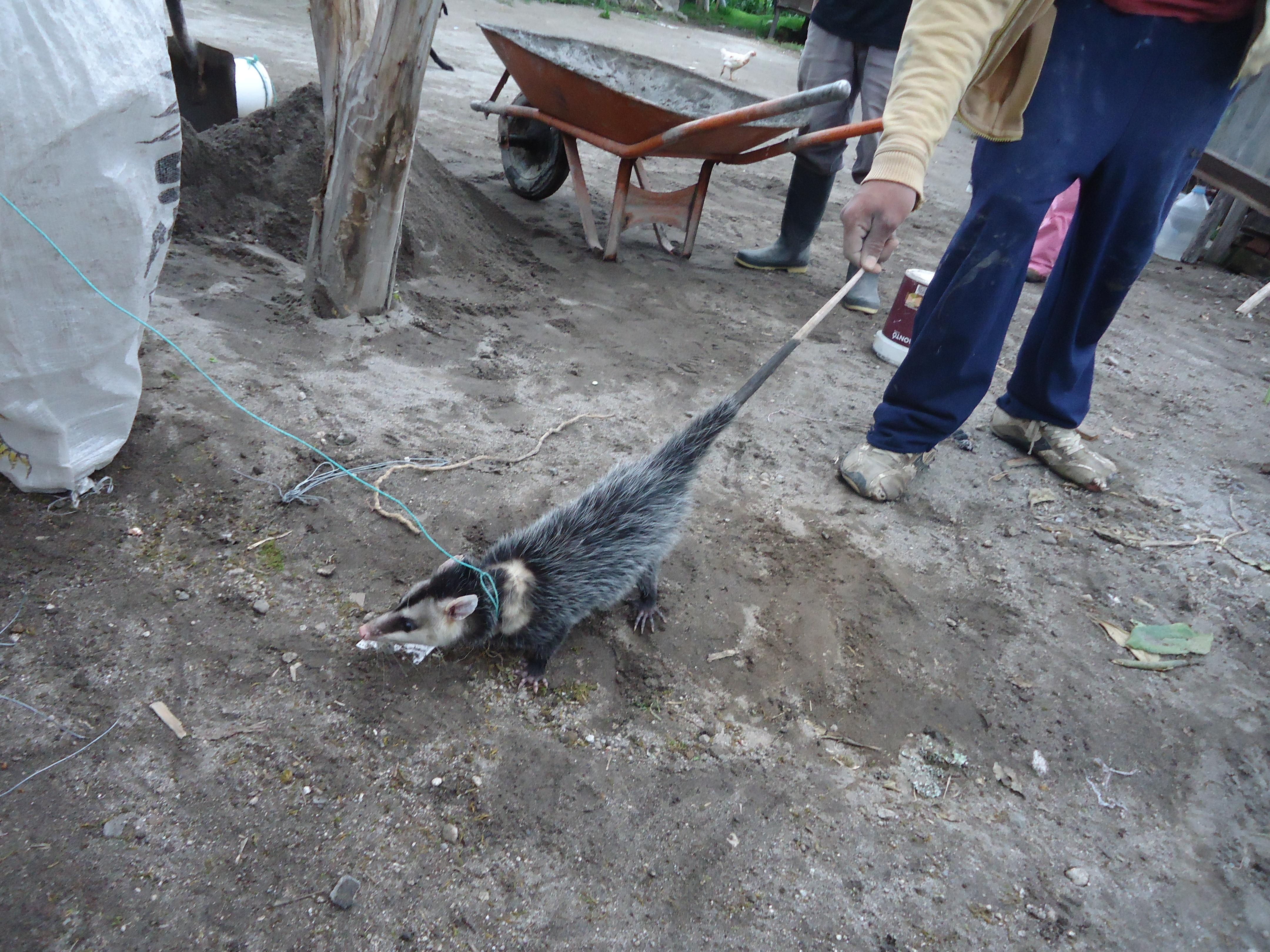
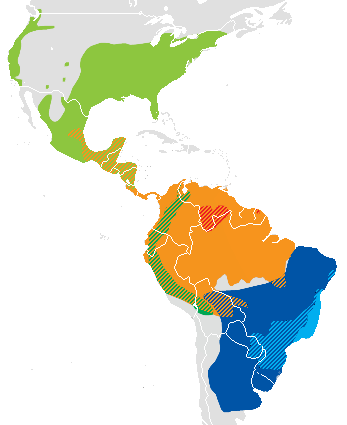